# Robert Slimbach
Robert Slimbach, (Evanston, Illinois,  1956) é um designer gráfico, que tem trabalhado em Adobe Systems desde 1987. Tem-se concentrado principalmente no design de caracteres tipográficos para a tecnologia digital, tendo o desenho clássico como fontes de inspiração. Ele tem desenvolvido muitas novas fontes para o programa Adobe Originals.